# Eupsilia boursini
Eupsilia boursini är en fjärilsart som beskrevs av Shigero Sugi 1958. Eupsilia boursini ingår i släktet Eupsilia och familjen nattflyn. Inga underarter finns listade i Catalogue of Life.